# Albrecht von Gemmingen
Albrecht von Gemmingen (erw. 1268/77; † vor 1283) war ein früher gemeinsamer Vorfahr der heute noch bestehenden Linien der Freiherren von Gemmingen und hatte Besitz in Gemmingen und Richen.

## Geschichte
Er war ein Sohn des 1259 erwähnten Hans von Gemmingen und einer Dame aus dem Geschlecht derer von Helmstatt. Der Vater war kaiserlicher Vogt in Sinsheim und gilt als ältester gesicherter Vorfahr aller heute noch lebenden Angehörigen der Familie. Er hatte bereits eine gewisse Besitz- und Machtfülle erreicht. Bei der Erbteilung zwischen Albrecht und seinen Brüdern Dieter (erw. 1274/83) und Schweiker († 1297) erhielt Albrecht wohl den Stammsitz der Familie (d. h. das Mittelschloss) in Gemmingen, verbunden mit einem Teil des Ortes, dem Besitz an Richen sowie Gefälle in Bischofsheim. Seine Brüder gelten als Erbauer eigener Burgen in Gemmingen. Er schenkte 1268 dem Kloster Maulbronn Gülten und Zinsen in Gemmingen, wobei Schweiker, Dieter und Gerold von Gemmingen mit ihm siegeln. 1277 wird er als Zeuge in zwei Urkunden erwähnt. 1283 war er bereits tot, da in jenem Jahr eine vor seinem Tod erfolgte Gültvergabe des seligen Ritters Albrecht urkundlich bestätigt wurde.

## Familie
Er war verheiratet mit einer Dame aus der Familie Neipperg. Stocker kennt ihren Namen nicht, Hueck nennt sie Gertrud.
Nachkommen:
- Gertraut ⚭ Gerhard von Ubstadt, übergeben ihre Tochter Adelheid 1275 dem Kloster Frauenalb
- Schweiker, wurde mit seinen Brüdern von Kaiser Rudolph in Augsburg zum Ritter geschlagen, 1310 als Bürge genannt
- Dieter (erw. 1283/87/97) ⚭ Mechthild von Talheim
- Eberhard, war 1297 Ritter
- Anna
- Gerold († um 1320) ⚭ Anna (Agnes?) von Hartschhausen